# Leif Formgren
Leif Formgren,  född 30 december 1936 i Ockelbo, död 30 december 1998, var en svensk  tecknare, illustratör, teckningslärare och målare.
Han var son till Ivar Formgren och hans maka Hedvig. Han föddes i Ockelbo men växte upp i Avesta och Gävle. Efter realexamen vid Borgarskolan i Gävle arbetade han  några månader som dekorationselev på Dahlén Reklam i Gävle därefter studerade han vid Berghs Reklamskola i Stockholm. Han fortsatte därefter med konststudier vid École des Beaux-Arts i Paris och i Casablanca. Han avlade en teckningslärarexamen vid Konstfackskolan i Stockholm 1973 och arbetade därefter parallellt med sitt konstnärskap som teckningslärare i Gävle, Sandviken och Ockelbo fram till 1978 då han övergick helt till sitt konstnärskap. Hans konst består av hamnmotiv, stämningsfyllda miljöer, vackra byggnader, myr och skogslandskap samt bokillustrationer för svenska och utländska bokförlag och illustrationer för bland annat Gefle dagblad och Arbetarbladet. Han medverkade i ett antal TV-program som snabbtecknare. Formgren är representerad vid Korsnäs Marma, Gävle sparbank och Gävle kommun.  
I sitt sista gifte var han gift med styrkelyftvärldsmästarinnan Susanne Tjernell-Formgren (död 2018).